# Luga (fiume)
La Luga (in lingua russa Луга, in finlandese Laukaanjoki, in votico Laugaz) è un fiume della Russia europea nordoccidentale (oblast' di Novgorod e di Leningrado).
Nasce dalle zone paludose situate nei pressi della piccola città di Tesovskij, dirigendosi dapprima verso sudovest, successivamente verso nordovest; sfocia nel golfo omonimo, nella parte meridionale del golfo di Finlandia, nel mar Baltico, a pochi chilometri da San Pietroburgo, nei pressi dell'insediamento di Ust'-Luga. Il fiume è gelato, mediamente, dall'inizio di dicembre all'inizio di aprile. Il suo principale affluente è il fiume Oredež, mentre altri minori sono Jaščera, Lemovža, Saba, Vruda, Dolgaja.
Il fiume Luga attraversa la città omonima e la città di Kingisepp, oltre ad altri piccoli villaggi e cittadine; lungo il percorso, in prossimità di Kingisepp, il fiume è stato sbarrato a fini idroelettrici.

## Collegamenti
- (RU) Grande enciclopedia sovietica, su bse.sci-lib.com.